# 萨利纳斯德莱尼斯
萨利纳斯德莱尼斯（西班牙語：Salinas de Léniz）是西班牙巴斯克自治区吉普斯夸省的一个市镇。总面积15平方公里，总人口240人（2001年），人口密度16人/平方公里。